# Komana (Kappadokien)
Koordinaten: 38° 20′ 12,5″ N, 36° 19′ 16,2″ O

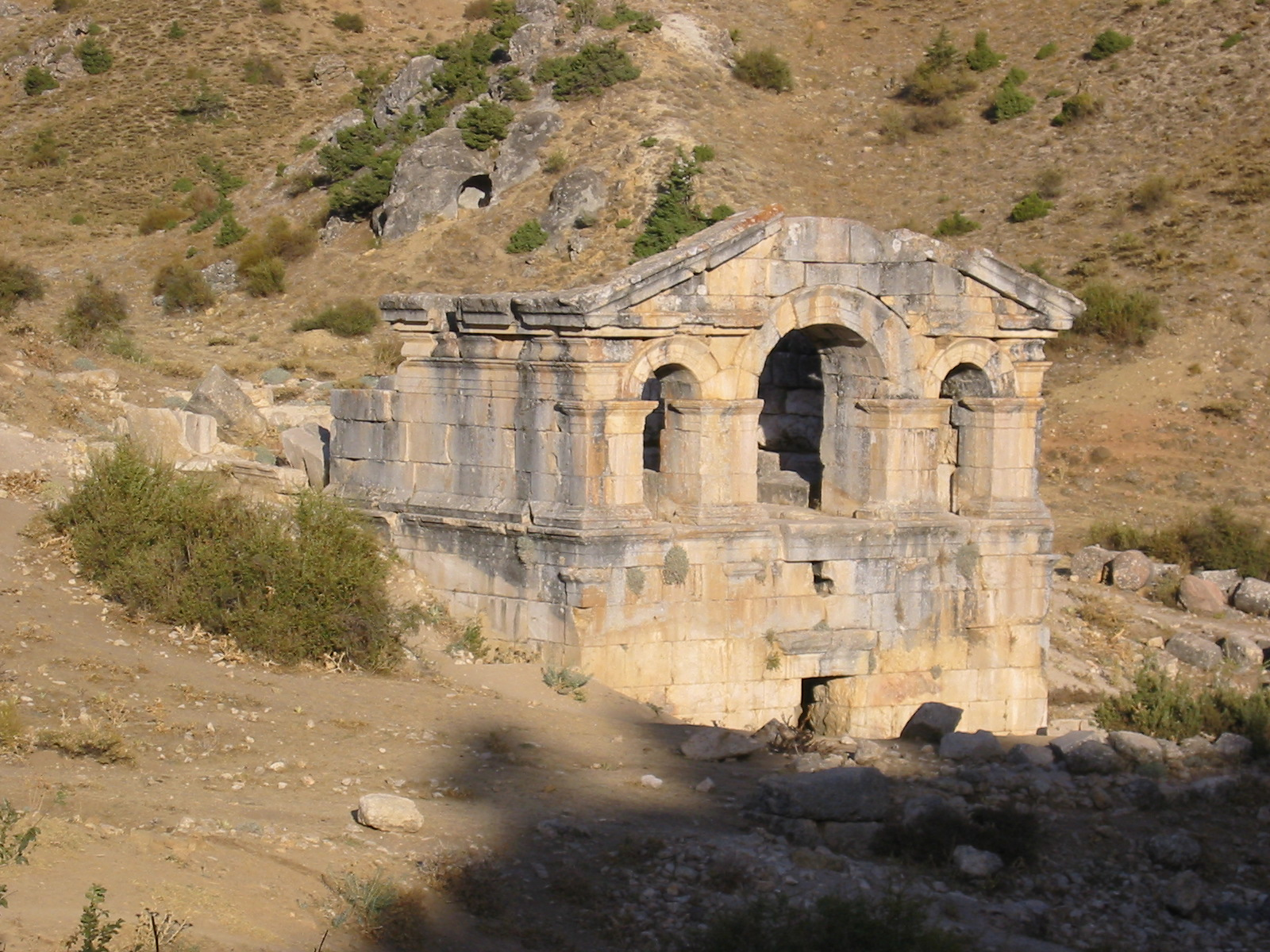
Überreste von Komana in Kappadokien

Komana (altgriechisch τὰ Κόμανα (n. pl.); lateinisch Comana Cappadociae; hethitisch vermutlich Kummani) war eine antike Stadt in Kappadokien und ist heute das Dorf Şar im Tal des Göksu bei Tufanbeyli in der Provinz Adana (Türkei).
Komana wird oft mit Kummanna, der Hauptstadt von Kizzuwatna identifiziert, welches zu hethitischer Zeit ein Kultzentrum war. Hier wurden besonders Ḫebat und ihr Sohn Šarrumma verehrt. Heute wird diese Identifizierung in Frage gestellt und das bronzezeitliche Kummanna in der kilikischen Ebene lokalisiert. Seit hellenistischer Zeit war Komana neben dem pontischen Komana eines der beiden Kultzentren der Göttin Ma. Der Tempelstaat wurde von einem Oberpriester geführt, der im Rang gleich nach dem König von Kappadokien kam.
Nach der Umwandlung Kappadokiens in eine römische Provinz 18 n. Chr. änderte sich der Status Komanas. Unter Nero geprägte Münzen überliefern den Namen Hierapolis. Eine Ehrung für den römischen Statthalter Marcus Hirrius Fronto Neratius Pansa aus dem Jahr 77 nennt das Volk, den Rat und einen lokalen Beamten der Stadt.
Eine römische Inschrift, eine Spolie aus der Dorfschule, ursprünglich eine armenische Kirche, nennt einen „Iulius Proculeianus“ als Legaten des Kaisers Titus. Statthalter der Provinz Cappadocia et Galatia Pontus zu dieser Zeit war Marcus Hirrius Fronto Neratius Pansa, von dem ebenfalls eine Inschrift aus Komana vorliegt.
Harper hält auch den Praeses Provinciae von Norikum (N[orici] M[edi]t[erranei]), Aurelius Hermodorus, der ein Mithräum in Virunum restauriert hatte, für einen Bürger Komanas. Das Familiengrab lag vielleicht in Kırık Kilise nördlich der Stadt.
Ein spätantikes Bistum lebt heute als Titularbistum Comana Armeniae der römisch-katholischen Kirche weiter. Der Titel wurde nach dem Bamberger Weihbischof Adam Senger im 20. Jahrhundert überwiegend Prälaten der armenisch-katholischen Kirche verliehen.
Die Ruinenstätte Komana wurde ab 1865 von Armeniern aus Hadjin und Gürün wiederbesiedelt und zu einem Dorf mit Kirche und Schule ausgebaut.